# Walter Feuchtenberg
Walter Feuchtenberg, auch Walther Feuchtenberg (* 7. Februar 1923 in Nürnberg; † 31. August 1987; nach anderen Angaben September 1987) war ein deutscher Schauspieler.

## Leben
Walter Feuchtenberg erhielt seine künstlerische Ausbildung bei Martin Hellberg und gab seinen Einstand am Theater Ende der 1940er Jahre in München. Ab der Spielzeit 1950/51 folgte ein Festengagement am Stadttheater Saarbrücken; in dieser Zeit war er in Baltersweiler bei St. Wendel ansässig. In der Spielzeit 1956/57 hatte er anschließend ein Engagement am Saarländischen Landestheater Saarbrücken. Später arbeitete Feuchtenberg überwiegend freischaffend. Im September 1958 trat er am Kleinen Schauspielhaus Berlin an der Seite von Inge Drexel und Luigi Malipiero in Mein Faust von Paul Valéry auf. In der Spielzeit 1963/64 gastierte er an der Freien Volksbühne Berlin unter der Regie von Peter Palitzsch in Überlebensgroß Herr Krott von Martin Walser. Ab der Spielzeit 1965/66 trat er bis 1970 regelmäßig an der Kleinen Komödie in München auf. Ab der Spielzeit 1967/68 trat er auch regelmäßig am Münchner Volkstheater auf. In der Spielzeit 1972/73 war er am Vorarlberger Landestheater in Bregenz unter Vertrag. In der Spielzeit 1976/77 war er an der Lore-Bronner-Bühne in München engagiert.
Er spielte überwiegend ziemlich ungepflegte Unterschicht-Charaktere. Seine Stimme hatte einen deutlichen fränkischen Akzent.
Ab 1957 sah man ihn in der einen oder anderen Film- und Fernsehproduktion. Meistens handelte es sich dabei um eher seichte Lustspiele und Komödien. Als Feuchtenbergs ersten Filmauftritt führt die Filmdatenbank IMDb die Komödie Einmal eine große Dame sein aus dem Jahr 1957, in der er unter der Regie von Erik Ode neben Dietmar Schönherr, Grethe Weiser und Gudula Blau als Hoteldetektiv Zwingeli zu sehen war. In der Filmkomödie Wehe, wenn sie losgelassen (1958) spielte er die komische Rolle des Dieners Alfred. Im Märchenfilm Frau Holle – Das Märchen von Goldmarie und Pechmarie (1961) übernahm er die Rolle des freundlichen Scherenschleifers Josef, der die Goldmarie, die auf dem Weg zu ihrer Tante ist, auf seinem Gefährt in das Dorf mitnimmt. Unter der Regie von Wolfgang Staudte verkörperte er den Hakenfinger-Jakob in dessen Brecht/Weill-Verfilmung Die Dreigroschenoper (1963).
In den 1970er Jahren spielte er auch allerlei subalterne Chargen in Softsexfilmen deutscher und schwedischer Provenienz. Er übernahm dabei hauptsächlich Rollen in Bekleidung, war jedoch auch in einigen Softsexszenen zu sehen. Feuchtenberg wurde in diesen Sexfilmen jedoch schwerpunktmäßig als Komiker eingesetzt, der in seinen Rollen häufig durch das Stilmittel der Übertreibung seine Figuren zu zeichnen wusste. Ein subtileres Charakterporträt gelang ihm unter der Regie von Kurt Nachmann als Lehrer in der Josefine Mutzenbacher-Verfilmung Josefine Mutzenbacher II – Meine 365 Liebhaber (1972), wo er sich an der Seite von Christine Schuberth auch für deren jugendliche Reize empfänglich zeigt. In der Sexklamotte Auf der Alm da gibt’s koa Sünd (1974) spielte er, unter der Regie von Franz Josef Gottlieb, den verrückten Wissenschaftler Professor Solo, der eine Formel entwickelt hat, mit der man aus Müll Benzin herstellen kann und der auf der Flucht vor zwei Agenten ist, die ihm seine Formel abjagen wollen. In dem Horrorfilm Lady Dracula (1975/78) hatte er, wieder unter der Regie von Franz Josef Gottlieb, eine kleine Rolle als Notar. In dem Sexfilm Zum Gasthof der spritzigen Mädchen (1979) spielte er, diesmal unter der Regie von Franz Marischka, den Lehrer Spitzeder.
Außerdem wirkte er in mehreren Filmen aus der Schulmädchenreport-Reihe mit, wo er meist als Autoritätsperson (Vater, Polizist) eingesetzt wurde, so unter anderem in den Filmen Schulmädchen-Report. 4. Teil: Was Eltern oft verzweifeln läßt (1972) und Schulmädchen-Report. 9. Teil: Reifeprüfung vor dem Abitur (1975).
Feuchtenberg war auch in Fernsehproduktionen zu sehen. 1963 spielte er in der TV-Serie Die Höhlenkinder von A. Th. Sonnleitner den Soldaten Max, der mit den Kindern in einer Höhle wohnt. In dem dokumentarischen Fernsehspiel Geld – Geld – Geld: Zwei Milliarden gegen die Bank von England (1965) war er, unter der Regie von Eugen York, als Grafiker Hans Komorowsky zu sehen. Auch in den Krimiserien Kommissar Freytag und Der Kommissar wirkte er in Nebenrollen mit. Die Filmdatenbank IMDb dokumentiert als Feuchtenbergs letzten Fernsehauftritt eine Rolle in der Fernsehserie Meister Eder und sein Pumuckl aus dem Jahre 1988, wo er die Rolle von Meister Eders Neffen „Dieter“ spielte.
Feuchtenberg arbeitete auch für den Hörfunk und als Synchronsprecher. Er war mit einer ehemaligen Schauspielerin verheiratet und Vater dreier Söhne. Im Jahre 1987 starb Feuchtenberg unbemerkt von der Öffentlichkeit und den Medien.

## Filmografie (Auswahl)
- 1957: Einmal eine große Dame sein
- 1958: Italienreise – Liebe inbegriffen
- 1958: Wehe, wenn sie losgelassen
- 1961: Frau Holle
- 1962: Die Höhlenkinder
- 1963: Die Dreigroschenoper
- 1964: Die drei Scheinheiligen
- 1964: Interpol (Folge: Die Dame mit dem Spitzentuch)
- 1965: Geld – Geld – Geld: Zwei Milliarden gegen die Bank von England (Fernsehspiel)
- 1965: Gewagtes Spiel (Folge: Über 70 mal)
- 1965: Bernhard Lichtenberg
- 1966: Kommissar Freytag (Folge: Rendezvous am Rabenkopf)
- 1966: Förster Horn (Folge: Not am Mann)
- 1966: Gewagtes Spiel (Folge: Der Pechvogel)
- 1967: Das Kriminalmuseum (Folge: Die Telefonnummer)
- 1969–1972: Salto mortale (5 Folgen)
- 1969: Engelchen macht weiter – hoppe, hoppe Reiter
- 1970: Jonathan
- 1970: Der Bettenstudent oder: Was mach’ ich mit den Mädchen?
- 1970: Die seltsamen Methoden des Franz Josef Wanninger (Folge:  Liebe macht blind)
- 1971: Der Kommissar (Folge: Der Moormörder)
- 1971: Der Kommissar (Folge: Ein rätselhafter Mord)
- 1971: Josefine Mutzenbacher II – Meine 365 Liebhaber
- 1971: Erotik im Beruf – Was jeder Personalchef gern verschweigt
- 1971: Hausfrauen-Report
- 1972: Lehrmädchen-Report
- 1972: Mädchen, die nach München kommen
- 1972: Schulmädchen-Report. 4. Teil: Was Eltern oft verzweifeln läßt
- 1973: Jorden runt med Fanny Hill
- 1973: Auch Ninotschka zieht ihr Höschen aus
- 1973: Tatort: Stuttgarter Blüten
- 1973: Schlüsselloch-Report
- 1974: Auf der Alm da gibt’s koa Sünd
- 1974: Tatort: Acht Jahre später
- 1974: Tatort: 3:0 für Veigl
- 1974: Die Akte Odessa (The Odessa File)
- 1975: Schulmädchen-Report. 9. Teil: Reifeprüfung vor dem Abitur
- 1975: Bitte keine Polizei (Folge: Ich bin so frei)
- 1975/78: Lady Dracula
- 1976: Schulmädchen-Report. 10. Teil: Irgendwann fängt jede an
- 1978: Zwei himmlische Töchter
- 1979: Die Farbe des Himmels
- 1979: Zum Gasthof der spritzigen Mädchen
- 1980: Lucilla
- 1980: Drei Schwedinnen auf der Reeperbahn
- 1980: Ein Guru kommt
- 1981: Trokadero
- 1982: Büro, Büro
- 1984: Franz Xaver Brunnmayr (2 Folgen)
- 1984: Die Krimistunde (Fernsehserie, Folge 12, Episode: „Der Sonntagsdichter“)
- 1986: Der Alte (Folge: Tatverdacht)
- 1988: Meister Eder und sein Pumuckl (Folge: Die Bergtour)